# Prière de rue
Une prière de rue est une prière collective effectuée dans l'espace public par les pratiquants d'une même religion. L'absence d'édifice religieux dans le voisinage, ou la trop petite capacité des lieux de culte architecturaux existants, sont généralement à l'origine de cette pratique.

## En France
Dans les pays laïcs, les prières de rue sont parfois critiquées pour leur caractère potentiellement prosélyte, en plus d'entraver la liberté de circulation sur les voies concernées : c'est le cas en France, où des musulmans de Paris et de certaines banlieues notamment, sont contraints de prier dans les rues du fait de l'absence ou du trop petit nombre de mosquées pouvant accueillir leur culte. Ce phénomène, qui est perçu comme contrevenant à la laïcité, suscite des interrogations sur la place de l'Islam en France, notamment de personnalités politiques, en particulier à l'extrême droite, avec notamment la petite phrase de Marine Le Pen en 2010 qui compare ces prières de rue à l'Occupation allemande,.